# Победа (Костанайская область)
Победа (каз. Победа) — село в Карабалыкском районе Костанайской области Казахстана. Административный центр Побединского сельского округа. Находится примерно в 56 км к северо-западу от районного центра, посёлка Карабалык. Код КАТО — 395055100.

## Население
В 1999 году население села составляло 1406 человек (688 мужчин и 718 женщин). По данным переписи 2009 года, в селе проживало 906 человек (447 мужчин и 459 женщин).